# Ramses Kajoeramari
Ramses Celestinus Kajoeramari is een Surinaams politicus. Hij was van minstens 2011 tot 2015 kapitein van Langamankondre, een deelbestuur van Galibi. Als lid van de Nationale Democratische Partij (NDP) was hij van 2010 tot 2015 lid van De Nationale Assemblée (DNA).

## Biografie
Kajoeramari is een broer van Sylvia Kajoeramari die van 2005 tot 2010 voor Pertjajah Luhur (PL) in DNA zitting had. Zelf kandideerde hij vijf jaar later ook en werd na de verkiezingen van 2010 lid van DNA voor de NDP (Megacombinatie). Hij is inheems en maakt deel uit van het volk Karaïben. Tot en met 2015 was hij kapitein van Langamankondre dat met Christiaankondre een van de twee  dorpsbesturen vormt van Galibi en rond de 300 inwoners heeft (stand 2020).
Daarnaast is hij een vertegenwoordiger van de Vereniging Inheemse Dorpshoofden Suriname (stand 2012) en maakte hij deel uit van het bestuur van Kaliña en Lokono Inheemsen Beneden Marowijne (KLIM).
Tijdens de verkiezingen van 2015 werd hij niet opnieuw genomineerd door de NDP. Zijn zus was in 2014 al overgestapt van de PL naar de Algemene Bevrijdings- en Ontwikkelingspartij (ABOP). Uit onvrede over de NDP maakte hij in april 2015 ook de overstap naar de ABOP. Voor deze partij kandideerde hij dat jaar op plaats drie, achter Ronnie Brunswijk en Marinus Bee, voor een zetel in DNA. Deze keer wist hij geen zetel te verwerven. Zijn overstap naar de ABOP leidde tot ontevredenheid in Langamankondre, waar dorpsbewoners wilden dat hij zou terugtreden als kapitein. Na de verkiezingen van 2015 trad hij terug in die functie en in februari 2016 werd hij na bestuursverkiezingen opgevolgd door Selowin Alamijawari.